# Kobiety rządzą nami
Kobiety rządzą nami – trzeci album zespołu Toples wydany w maju 2001 roku w firmie fonograficznej Green Star, równo rok po poprzednim albumie Kochaś. Płyta zawiera 16 piosenek, w tym elektro wersja piosenki Kochaś oraz Top mix les. Z tej płyty nagrano aż sześć teledysków: "Kobiety rządzą nami", "Będę Twój", "Na sercu rany", "Letni mały flirt" z V Festiwalu Muzyki Tanecznej w Ostródzie, "Niedługo znów spotkamy się" i "Święta Bożego Narodzenia".

## Lista utworów
1. Kobiety rządzą nami (4:25) (muz. i sł. Marcin Siegieńczuk)
2. Będę Twój (4:53) (muz. i sł. Marcin Siegieńczuk)
3. Rio de Janeiro (2:54) (muz. i sł. Marcin Siegieńczuk)
4. Na sercu rany (3:22) (muz. i sł. Marcin Siegieńczuk)
5. Mówiłaś, że kochasz (4:09) (muz. i sł. Marcin Siegieńczuk)
6. Letni mały flirt (3:41) (muz. i sł. Marcin Siegieńczuk)
7. Wierzyć chcę (3:30) (muz. i sł. Marcin Siegieńczuk)
8. Śpiewaj z nami (3:22) (muz. Tomasz Sidoruk, Rafał Królik, sł. Marcin Siegieńczuk, Tomasz Sidoruk, Rafał Królik)
9. Dziewczyna zapłakana (4:25) (muz. i sł. Marcin Siegieńczuk)
10. Niedługo znów spotkamy się (Piosenka na pożegnanie) (4:23) (muz. i sł. Marcin Siegieńczuk)
11. Jakie są dziewczyny (3:30) (muz. i sł. Marcin Siegieńczuk)
12. Mogło być inaczej (4:11) (muz. i sł. Marcin Siegieńczuk)
13. Miłość jak piękny kwiat (3:57) (muz. ludowa, sł. Marcin Siegieńczuk)
14. "Kochaś (electro vers.) (2:54) (muz. i sł. Marcin Siegieńczuk)
15. Święta Bożego Narodzenia (4:52) (CD bonus) (muz. zapożyczona, sł. Marcin Siegieńczuk)
16. TOP-MIX-LES (8:42) (CD bonus)

## Aranżacje utworów
- Tomasz Sidoruk - utwory: 1, 2, 3, 5, 6, 7, 8, 14, 16
- Marek Zrajkowski i Ernest Sienkiewicz - utwory: 4, 9, 10, 12, 13, 15
- Tomasz Ring - utwór 11

Realizacja całości materiału: Tomasz Sidoruk